# Evviva Palm Town (singolo)
Evviva Palm Town è il 56° singolo discografico di Cristina D'Avena, pubblicato nel 1989.

## Descrizione
Il brano era la sigla della serie animata omonima, scritta da Alessandra Valeri Manera su musica e arrangiamento di Massimiliano Pani. Sul lato B è incisa la versione strumentale . Entrambi i brani sono stati inseriti nella compilation Fivelandia 7 e in altre raccolte.

## Tracce
Lato A
1. Evviva Palm Town – 3:04 (Alessandra Valeri Manera-Carmelo Carucci)

Lato B
1. Evviva Palm Town (strumentale) – 3:04 (Alessandra Valeri Manera-Carmelo Carucci)